# Fronwiesen und Johannesbach
Fronwiesen und Johannesbach este o arie protejată (arie specială de conservare — SAC, sit de importanță comunitară — SCI) din Austria întinsă pe o suprafață de 47,88 ha, integral pe uscat.

## Localizare
Centrul sitului Fronwiesen und Johannesbach este situat la coordonatele 47°55′59″N 16°30′57″E / 47.9331°N 16.5158°E.

## Înființare
Situl Fronwiesen und Johannesbach a fost declarat sit de importanță comunitară în iunie 1998 pentru a proteja 10 specii de animale. Situl a fost protejat și ca arie specială de conservare în noiembrie 2013.

## Biodiversitate
Situată în ecoregiunea continentală, aria protejată conține 4 habitate naturale: Pajiști uscate seminaturale și facies de acoperire cu tufișuri pe substraturi calcaroase (Festuco-Brometalia) (* situri importante pentru orhidee), Pajiști cu Molinia pe soluri calcaroase, turboase sau argilos-nămoloase (Molinion caeruleae), Fânețe de joasă altitudine (Alopecurus pratensis, Sanguisorba officinalis), Mlaștini alcaline.
La baza desemnării sitului se află mai multe specii protejate:
- păsări (6): barză neagră (Ciconia nigra), erete de stuf (Circus aeruginosus), erete vânăt (Circus cyaneus), sfrâncioc roșiatic (Lanius collurio), mărăcinar (Saxicola rubetra), nagâț (Vanellus vanellus)
- mamifere (1): castor (Castor fiber)
- nevertebrate (2): Coenagrion ornatum, Unio crassus
- pești (1): boarță (Rhodeus amarus)

Pe lângă speciile protejate, pe teritoriul sitului au mai fost identificate 24 de specii de plante, 1 specie de nevertebrate.